# Красный Пахарь (Московская область)
Красный Пахарь — деревня в городском округе Серебряные Пруды Московской области.

## География
Находится в южной части Московской области на расстоянии приблизительно 19 км на запад-северо-запад по прямой от окружного центра поселка Серебряные Пруды.

## История
Образовалась в 1920 году переселенцами из деревни Большое Орехово. В 1926 году 25 дворов, в 1974 — 7. Работали колхозы «Красный Пахарь» и им. Шверника. В период 2006—2015 годов входила в состав сельского поселения Узуновское Серебряно-Прудского района. Ныне имеет дачный характер.

## Население
Постоянное население составляло 135 человек (1926 год), 16 (1974), 2 в 2002 году (русские 100 %), 3 в 2010.